# Movistar Open 2007
Die Movistar Open 2007 waren ein Tennisturnier, welches vom 29. Januar bis 4. Februar 2007 in Viña del Mar stattfand. Es war Teil der ATP Tour 2007 und wurde im Freien auf Sandplatz ausgetragen. Es fand zusammen mit den Delray Beach International Tennis Championships in Delray Beach und den PBZ Zagreb Indoors in Zagreb statt. Beide gehörten, genau wie das Turnier in Santiago zur Kategorie der ATP International Series.
Titelverteidiger im Einzel war José Acasuso, der in diesem Jahr nicht zur Titelverteidigung antrat. Neuer Sieger wurde der an Position fünf gesetzte Peruaner Luis Horna, der im Finale den an dritter Position gesetzten Chilenen Nicolás Massú besiegte und so seinen zweiten Einzelerfolg auf der ATP Tour feiern konnte.
Im Doppel waren José Acasuso und Sebastián Prieto die Vorjahressieger. Wie auch im Einzel trat Acasuso in diesem Jahr nicht zur Titelverteidigung an. Prieto scheiterte mit seinem neuen Partner Martín García in der ersten Runde. Das diesjährige Finale gewann die ungesetzte Paarung aus dem Chilenen Paul Capdeville und dem Spanier Óscar Hernández. Sie schlugen im Finale die ebenfalls ungesetzten Spanier Albert Montañés und Rubén Ramírez Hidalgo im Match-Tie-Break. Für Capdeville wie für Hernández war es der einzige Turniererfolg der Karriere.
Das Teilnehmerfeld der Einzelkonkurrenz bestand aus 24 Spielern, die in einer Vorrunde in acht Gruppen à drei Spieler nach einem Round-Robin-System gegeneinander antraten. Die Gruppenersten kamen in die Finalrunde weiter, wo im K.-o.-System der Turniersieger ermittelt wurde. Das Turnier war eins von fünf Turnieren auf der ATP Tour, die neben dem Tennis Masters Cup 2007 in einem System mit vorausgehender Gruppenphase durchgeführt wurden. Im Doppel, das aus 16 Paarungen bestand, wurde ein übliches K.-o.-System genutzt. Das Gesamtpreisgeld betrug 423.000 US-Dollar; die gesamten finanziellen Verbindlichkeiten lagen bei 448.000 US-Dollar.

## Einzel

### Setzliste
| Nr. | Spieler               | Erreichte Runde |
| --- | --------------------- | --------------- |
| 01. | Fernando González     | Viertelfinale   |
| 02. | Gastón Gaudio         | Halbfinale      |
| 03. | Nicolás Massú         | Finale          |
| 04. | Rubén Ramírez Hidalgo | Gruppenphase    |

| Nr. | Spieler                  | Erreichte Runde |
| --- | ------------------------ | --------------- |
| 05. | Luis Horna               | Sieg            |
| 06. | Sergio Roitman           | Viertelfinale   |
| 07. | Albert Montañés          | Halbfinale      |
| 08. | Martín Vassallo Argüello | Viertelfinale   |

Zeichenerklärung
- Q = Qualifikant
- WC = Wildcard
- LL = Lucky Loser
- ITF = qualifiziert über ITF-Ranking
- ALT = alternate (Ersatz)
- PR = Protected Ranking
- SE = Special Exempt
- r = retired (Aufgabe)
- d = Disqualifikation
- w.o. = walkover
- [ ] = Match-Tie-Break

### Ergebnisse

#### Round Robin

##### Gruppe 1
| Spieler               | Spieler          | Ergebnis      |
| --------------------- | ---------------- | ------------- |
| Fernando González [1] | Thiago Alves     | 6:2, 6:2      |
| Fernando González [1] | Olivier Patience | 5:7, 6:0, 6:4 |
| Olivier Patience      | Thiago Alves     | 6:2, 6:4      |

| Rang | Spieler               | Siege | gew. Spiele | gew. Sätze |
| ---- | --------------------- | ----- | ----------- | ---------- |
| 1    | Fernando González [1] | 2     | 80,0 %      | 65,9 %     |
| 2    | Olivier Patience      | 1     | 60,0 %      | 50,0 %     |
| 3    | Thiago Alves          | 0     | 0,0 %       | 29,4 %     |

##### Gruppe 2
| Spieler             | Spieler              | Ergebnis   |
| ------------------- | -------------------- | ---------- |
| Albert Montañés [7] | Óscar Hernández [Q]  | 6:3, 7:5   |
| Albert Montañés [7] | Gustavo Kuerten [WC] | 6:1, 6:4   |
| Óscar Hernández [Q] | Gustavo Kuerten [WC] | 7:62, 7:63 |

| Rang | Spieler              | Siege | gew. Spiele | gew. Sätze |
| ---- | -------------------- | ----- | ----------- | ---------- |
| 1    | Albert Montañés [7]  | 2     | 100,0 %     | 65,8 %     |
| 2    | Óscar Hernández [Q]  | 1     | 50,0 %      | 46,8 %     |
| 3    | Gustavo Kuerten [WC] | 0     | 0,0 %       | 39,5 %     |

##### Gruppe 3
| Spieler              | Spieler              | Ergebnis  |
| -------------------- | -------------------- | --------- |
| Nicolás Massú [3]    | Paul Capdeville [WC] | 6:4, 6:3  |
| Nicolás Massú [3]    | Gorka Fraile         | 6:3, 6:2  |
| Paul Capdeville [WC] | Gorka Fraile         | 7:63, 6:1 |

| Rang | Spieler              | Siege | gew. Spiele | gew. Sätze |
| ---- | -------------------- | ----- | ----------- | ---------- |
| 1    | Nicolás Massú [3]    | 2     | 100,0 %     | 66,7 %     |
| 2    | Paul Capdeville [WC] | 1     | 50,0 %      | 51,3 %     |
| 3    | Gorka Fraile         | 0     | 0,0 %       | 32,4 %     |

##### Gruppe 4
| Spieler            | Spieler               | Ergebnis      |
| ------------------ | --------------------- | ------------- |
| Sergio Roitman [6] | Juan Pablo Guzmán [Q] | 4:6, 6:4, 6:3 |
| Sergio Roitman [6] | Mariano Zabaleta      | 6:4, 6:4      |
| Mariano Zabaleta   | Juan Pablo Guzmán [Q] | 6:3, 6:4      |

| Rang | Spieler            | Siege | gew. Spiele | gew. Sätze |
| ---- | ------------------ | ----- | ----------- | ---------- |
| 1    | Sergio Roitman [6] | 2     | 80,0 %      | 57,1 %     |
| 2    | Mariano Zabaleta   | 1     | 50,0 %      | 53,6 %     |
| 3    | Juan Pablo Guzmán  | 0     | 20,0 %      | 41,7 %     |

##### Gruppe 5
| Spieler        | Spieler          | Ergebnis |
| -------------- | ---------------- | -------- |
| Luis Horna [5] | Ricardo Mello    | 6:3, 6:1 |
| Luis Horna [5] | Alessio di Mauro | 6:1, 6:2 |
| Ricardo Mello  | Alessio di Mauro | 6:0, 6:4 |

| Rang | Spieler          | Siege | gew. Spiele | gew. Sätze |
| ---- | ---------------- | ----- | ----------- | ---------- |
| 1    | Luis Horna [5]   | 2     | 100,0 %     | 77,4 %     |
| 2    | Ricardo Mello    | 1     | 50,0 %      | 50,0 %     |
| 3    | Alessio di Mauro | 0     | 0,0 %       | 22,6 %     |

##### Gruppe 6
| Spieler                   | Spieler                   | Ergebnis      |
| ------------------------- | ------------------------- | ------------- |
| Rubén Ramírez Hidalgo [4] | Diego Hartfield           | 6:4, 6:1      |
| Igor Andrejew             | Rubén Ramírez Hidalgo [4] | 7:63, 6:1     |
| Igor Andrejew             | Diego Hartfield           | 6:3, 3:6, 6:4 |

| Rang | Spieler                   | Siege | gew. Spiele | gew. Sätze |
| ---- | ------------------------- | ----- | ----------- | ---------- |
| 1    | Igor Andrejew             | 2     | 80,0 %      | 58,3 %     |
| 2    | Rubén Ramírez Hidalgo [4] | 1     | 50,0 %      | 51,4 %     |
| 3    | Diego Hartfield           | 0     | 20,0 %      | 40,0 %     |

##### Gruppe 7
| Spieler             | Spieler           | Ergebnis  |
| ------------------- | ----------------- | --------- |
| Martín Argüello [8] | Albert Portas [Q] | 6:1, 6:1  |
| Martín Argüello [8] | Boris Pašanski    | 7:62, 6:4 |
| Albert Portas [Q]   | Boris Pašanski    | 6:3, 6:3  |

| Rang | Spieler                      | Siege | gew. Spiele | gew. Sätze |
| ---- | ---------------------------- | ----- | ----------- | ---------- |
| 1    | Martín Vassallo Argüello [8] | 2     | 100,0 %     | 67,6 %     |
| 2    | Albert Portas [Q]            | 1     | 50,0 %      | 43,8 %     |
| 3    | Boris Pašanski               | 0     | 0,0 %       | 39,0 %     |

##### Gruppe 8
| Spieler        | Spieler              | Ergebnis  |
| -------------- | -------------------- | --------- |
| Carlos Berlocq | Gastón Gaudio [2]    | 6:2, 6:2  |
| Iván Navarro   | Diego Junqueira [LL] | 6:3, 7:65 |
| Carlos Berlocq | Iván Navarro         | 7:64, 6:2 |

| Rang | Spieler              | Siege | gew. Spiele | gew. Sätze |
| ---- | -------------------- | ----- | ----------- | ---------- |
| 1    | Carlos Berlocq       | 2     | 100,0 %     | 67,6 %     |
| 2    | Iván Navarro         | 1     | 50,0 %      | 48,8 %     |
| 3    | Diego Junqueira [LL] | 0     | 0,0 %       | 40,9 %     |

#### Finalrunde
|  | Viertelfinale | Viertelfinale | Viertelfinale        | Viertelfinale | Viertelfinale |                      |             | Halbfinale | Halbfinale | Halbfinale | Halbfinale | Halbfinale |  |  | Finale | Finale | Finale | Finale | Finale |
|  |               |               |                      |               |               |                      |             |            |            |            |            |            |  |  |        |        |        |        |        |
|  | 1             | F. González   | 3                    | 6             | 4             |                      |             |            |            |            |            |            |  |  |        |        |        |        |        |
|  | 7             | A. Montañés   | 6                    | 4             | 6             |                      |             |            |            |            |            |            |  |  |        |        |        |        |        |
|  | 7             | A. Montañés   | 6                    | 4             | 6             | 7                    | A. Montañés | 1          | 3          |            |            |            |  |  |        |        |        |        |        |
|  |               |               |                      |               |               | 7                    | A. Montañés | 1          | 3          |            |            |            |  |  |        |        |        |        |        |
|  |               | 3             | N. Massú             | 6             | 6             |                      |             |            |            |            |            |            |  |  |        |        |        |        |        |
|  | 3             | 3             | N. Massú             | 6             | 6             | N. Massú             | 0           | 7          |            |            |            |            |  |  |        |        |        |        |        |
|  | 3             |               |                      |               |               |                      | 0           | 7          |            |            |            |            |  |  |        |        |        |        |        |
|  | 6             | S. Roitman    | 6                    | 63            | r             |                      |             |            |            |            |            |            |  |  |        |        |        |        |        |
|  |               |               |                      |               |               |                      | 3           | N. Massú   | 5          | 3          |            |            |  |  |        |        |        |        |        |
|  |               | 5             | L. Horna             | 7             | 6             |                      |             |            |            |            |            |            |  |  |        |        |        |        |        |
|  | 5             | L. Horna      | 6                    | 6             |               |                      |             |            |            |            |            |            |  |  |        |        |        |        |        |
|  |               | I. Andrejew   | 3                    | 3             |               |                      |             |            |            |            |            |            |  |  |        |        |        |        |        |
|  | 5             | I. Andrejew   | 3                    | 3             | L. Horna      | 7                    | 6           |            |            |            |            |            |  |  |        |        |        |        |        |
|  | 5             |               |                      |               |               |                      | 6           |            |            |            |            |            |  |  |        |        |        |        |        |
|  |               | 8             | M. Vassallo Argüello | 5             | 4             |                      |             |            |            |            |            |            |  |  |        |        |        |        |        |
|  | 8             | 8             | M. Vassallo Argüello | 5             | 4             | M. Vassallo Argüello | 3           | 6          | 7          |            |            |            |  |  |        |        |        |        |        |
|  | 8             |               |                      |               |               |                      | 3           | 6          | 7          |            |            |            |  |  |        |        |        |        |        |
|  |               | C. Berlocq    | 6                    | 3             | 5             |                      |             |            |            |            |            |            |  |  |        |        |        |        |        |

## Doppel

### Setzliste
| Nr. | Paarung                                | Erreichte Runde |
| --- | -------------------------------------- | --------------- |
| 01. | Martín Alberto García Sebastián Prieto | 1. Runde        |
| 02. | Luis Horna Sergio Roitman              | 1. Runde        |
| 03. | Marcelo Melo André Sá                  | Halbfinale      |
| 04. | Pablo Cuevas Adrián García             | 1. Runde        |

Zeichenerklärung
- Q = Qualifikant
- WC = Wildcard
- LL = Lucky Loser
- ITF = qualifiziert über ITF-Ranking
- ALT = alternate (Ersatz)
- PR = Protected Ranking
- SE = Special Exempt
- r = retired (Aufgabe)
- d = Disqualifikation
- w.o. = walkover
- [ ] = Match-Tie-Break

### Ergebnisse
|  | Erste Runde | Erste Runde                         | Erste Runde | Erste Runde | Erste Runde |  |  | Viertelfinale | Viertelfinale                   | Viertelfinale | Viertelfinale | Viertelfinale |  |   | Halbfinale                      | Halbfinale | Halbfinale | Halbfinale | Halbfinale |  |  | Finale | Finale | Finale | Finale | Finale |
|  |             |                                     |             |             |             |  |  |               |                                 |               |               |               |  |   |                                 |            |            |            |            |  |  |        |        |        |        |        |
|  | 1           | M. A. García S. Prieto              | 4           | 7           | [9]         |  |  |               |                                 |               |               |               |  |   |                                 |            |            |            |            |  |  |        |        |        |        |        |
|  |             | A. Montañés R. Ramírez Hidalgo      | 6           | 5           | [11]        |  |  |               | A. Montañés R. Ramírez Hidalgo  | 6             | 6             |               |  |   |                                 |            |            |            |            |  |  |        |        |        |        |        |
|  | ALT         | A. Ghem J. A. Marín                 | 63          | 6           | [10]        |  |  | ALT           | A. Ghem J. A. Marín             | 2             | 3             |               |  |   |                                 |            |            |            |            |  |  |        |        |        |        |        |
|  | WC          | G. Hormazábal H. Podlipnik-Castillo | 7           | 4           | [8]         |  |  |               |                                 |               |               |               |  |   | A. Montañés R. Ramírez Hidalgo  | 4          | 6          | [10]       |            |  |  |        |        |        |        |        |
|  | 4           | P. Cuevas A. García                 |             |             |             |  |  |               |                                 |               |               |               |  |   | C. Berlocq M. Vassallo Argüello | 6          | 4          | [8]        |            |  |  |        |        |        |        |        |
|  |             | C. Berlocq M. Vassallo Argüello     | w.          | o.          |             |  |  |               | C. Berlocq M. Vassallo Argüello | 7             | 6             |               |  |   |                                 |            |            |            |            |  |  |        |        |        |        |        |
|  |             | R. Mello B. Pašanski                | 64          | 1           |             |  |  |               | G. Fraile I. Navarro            | 5             | 2             |               |  |   |                                 |            |            |            |            |  |  |        |        |        |        |        |
|  |             | G. Fraile I. Navarro                | 7           | 6           |             |  |  |               |                                 |               |               |               |  |   | A. Montañés R. Ramírez Hidalgo  | 6          | 4          | [6]        |            |  |  |        |        |        |        |        |
|  |             | D. Junqueira O. Patience            | 7           | 2           | [7]         |  |  |               |                                 |               |               |               |  |   | P. Capdeville Ó. Hernández      | 4          | 6          | [10]       |            |  |  |        |        |        |        |        |
|  |             | A. di Mauro A. Portas               | 64          | 6           | [10]        |  |  |               | A. di Mauro A. Portas           | 2             | 6             | [6]           |  |   |                                 |            |            |            |            |  |  |        |        |        |        |        |
|  | WC          | G. Kuerten F. Saretta               | 2           | 3           |             |  |  | 3             | M. Melo A. Sá                   | 6             | 2             | [10]          |  |   |                                 |            |            |            |            |  |  |        |        |        |        |        |
|  | 3           | M. Melo A. Sá                       | 6           | 6           |             |  |  |               |                                 |               |               |               |  | 3 | M. Melo A. Sá                   | 6          | 5          | [9]        |            |  |  |        |        |        |        |        |
|  |             | M. González D. Hartfield            | 62          | 4           |             |  |  |               |                                 |               |               |               |  |   | P. Capdeville Ó. Hernández      | 1          | 7          | [11]       |            |  |  |        |        |        |        |        |
|  |             | P. Capdeville Ó. Hernández          | 7           | 6           |             |  |  |               | P. Capdeville Ó. Hernández      | 6             | 6             |               |  |   |                                 |            |            |            |            |  |  |        |        |        |        |        |
|  |             | J. P. Guzmán M. Zabaleta            | 6           | 7           |             |  |  |               | J. P. Guzmán M. Zabaleta        | 3             | 2             |               |  |   |                                 |            |            |            |            |  |  |        |        |        |        |        |
|  | 2           | L. Horna S. Roitman                 | 4           | 61          |             |  |  |               |                                 |               |               |               |  |   |                                 |            |            |            |            |  |  |        |        |        |        |        |